# Agnes of Scilly
L'Agnes of Scilly est une réplique d'un cotre pilote des îles Scilly (en anglais, Scillonian pilot cutter) servant à la plaisance.
Son port d'attache actuel est Gweek proche de Helston en Cornouailles. Il est classé bateau historique par le National Historic Ships UK.

## Histoire
Cette réplique de cotre pilote des îles Scilly des années 1841 a été construite en 2003 au chantier Work Sail de St Mawes comme voilier de croisière. Il est la propriété de son constructeur Luke Powell.
L'Agnes of Scilly est l'unité la plus grande d'une série de bateaux comparables comme le Eve of St Mawes (1997), le Lizzie May, le Hesper,  l'Ezra, Tallulah (2008) et l'Amelie Rose (2009). Le huitième bateau, le Freya, fut lancé en 2012.
Il navigue essentiellement sur la côte Sud de l'Angleterre et participe à des rassemblements maritimes comme Brest 2008.
Il est classé comme bateau du patrimoine par le National Historic Ships UK.

## Caractéristiques
Son gréement est celui d'un cotre à corne : un seul mât avec mât de flèche ; une grand-voile et un flèche, deux focs et une trinquette sur bout-dehors.